# Jorge Prado García
Jorge Prado García (Lugo, España, 5 de enero de 2001) es un piloto español de motocross. Es cuatro veces campeón del Campeonato Mundial de Motocross en dos categorías diferentes: «MX2» (2018, 2019) con KTM, y en «MXGP» (2023, 2024) con el Red Bull Gas Gas Factory Team, siendo el primer español en lograrlo. Ahora compite en el campeonato nacional de Estados Unidos AMA supercross con el equipo Monster Energy Kawasaki.

## Trayectoria
Con tres años comenzó a montar en moto y con seis a competir. Ganó su primera carrera con siete años. Su familia se fue a vivir a Lommel (Bélgica) en 2012, por motivos de competición. En 2016 debutó en la categoría MX2, en el Gran Premio de Bélgica. En 2017 fue el primer español en ganar una prueba de motocross MX2 del Campeonato Mundial de Motocross, en Pietramurata (Italia),En 2018, Prado ganó el Campeonato Mundial de MX2 imponiendose a su compañero de equipo Pauls Jonass. Ganó 12 GP y terminó 17 veces en el podio.
En 2019, Prado defendió con éxito su campeonato de MX2 al ganar 16 de los 18 Grandes Premios. También subió al podio en todas las carreras en las que compitió ese año.
Jorge dio el salto a MXGP con KTM con los que tenía contrato hasta 2020. Compitió para el equipo Red Bull KTM De Carli Factory Racing. Su compañero en KTM fue el italiano Tony Cairoli.
El 9 de septiembre de 2020 consigue su primera victoria (Gran Premio Citta di Faenza) en su temporada del debut en la máxima categoría del Campeonato Mundial de Motocross, MXGP.
En octubre de 2020 consigue la victoria en las dos mangas del Gran Premio de España de MXGP disputadas en el circuito Intu Xanadú de Arroyomolinos, convirtiéndose en el primer piloto español que consigue un doblete en un mismo Gran Premio.Desgraciadamente Jorge se perderia las 4 últimas pruebas de la temporada al contraer el COVID-19. Prado cerraria la temporada con una sexta posición en el campeonato de pilotos.
En 2021 Jorge siguió con KTM, logró una victoria de Gran Premio en República Checa y quedó quinto en el campeonato de pilotos. Al finalizar la temporada Tony Cairoli se retiró y el equipo De Carli se disolvio.
En el año 2022 decidió fichar por el nuevo equipo RedBull GasGas Factory, el cual debutaba en MXGP.
En su primer año con Gas Gas Prado quedó tercero en el campeonato de pilotos por detrás de Tim Gajser y Jeremy Seewer. Jorge cerro la temporada con una victoria de Gran Premio en Portugal.
En 2023 Jorge consigue su primer título de MXGP en el Gran Premio de Maggiora tras abandonar su rival Romain Febvre por problemas mecánicos en la primera manga. Prado cerraría la temporada con 2 victorias de Gran Premio.
En 2024 Jorge siguió con Gas Gas para defender el título de la categoría reina, disputaría la temporada portando el dorsal n.º 1. Prado se jugaría el título con el esloveno Tim Gajser. En la última prueba del año, el Gran Premio de Castilla-La Mancha el español lograría su segundo título de MXGP ante su afición tras quedar cuarto en la segunda manga. Prado consiguió a lo largo del año 11 victorias de Gran Premio.
Para 2025 dejó el mundial de motocross para irse a los Estados Unidos a cumplir su sueño: correr el campeonato AMA Supercross. Junto con el equipo Kawasaki Racing la suerte no le acompañó y una lesión en el hombro durante los entrenos de la tercera prueba le dejó fuera de la temporada.

## Palmarés
- Campeón de Europa y del Mundo de 65cc en 2011. Con la edad de diez años y ocho meses.
- Campeón de Europa de 125cc, en 2015 con catorce años. Es el campeón más joven de la categoría.
- En 2018 se proclamó campeón del mundo de motocross MX2 con 17 años.
- En 2019 se proclamó bicampeón del mundo de motocross MX2 con 18 años.
- En 2023 se proclamó campeón del mundo de motocross MXGP con 22 años.
- En 2024 se proclamó bicampeón del mundo de motocross MXGP con 23 años.

## Resultados Campeonato del Mundo
| Año  | Moto    | Clase | 1        | 1      | 2        | 2      | 3        | 3     | 4       | 4      | 5        | 5      | 6        | 6      | 7        | 7     | 8       | 8      | 9        | 9      | 10      | 10      | 11       | 11      | 12       | 12      | 13      | 13    | 14       | 14      | 15       | 15      | 16      | 16     | 17       | 17      | 18      | 18     | 19       | 19     | 20       | 20    | Pos. | Pts. |
| Año  | Moto    | Clase | C1       | C2     | C1       | C2     | C1       | C2    | C1      | C2     | C1       | C2     | C1       | C2     | C1       | C2    | C1      | C2     | C1       | C2     | C1      | C2      | C1       | C2      | C1       | C2      | C1      | C2    | C1       | C2      | C1       | C2      | C1      | C2     | C1       | C2      | C1      | C2     | C1       | C2     | C1       | C2    | Pos. | Pts. |
| ---- | ------- | ----- | -------- | ------ | -------- | ------ | -------- | ----- | ------- | ------ | -------- | ------ | -------- | ------ | -------- | ----- | ------- | ------ | -------- | ------ | ------- | ------- | -------- | ------- | -------- | ------- | ------- | ----- | -------- | ------- | -------- | ------- | ------- | ------ | -------- | ------- | ------- | ------ | -------- | ------ | -------- | ----- | ---- | ---- |
| 2016 | KTM     | MX2   | QAT      | QAT    | TAI      | TAI    | PBX      | PBX   | ARG     | ARG    | MEX      | MEX    | LET      | LET    | ALE      | ALE   | TRE     | TRE    | ESP      | ESP    | FRA     | FRA     | GBR      | GBR     | ITA      | ITA     | RCH     | RCH   | BEL DNS  | BEL DNS | SUI      | SUI     | PBX 12  | PBX 2  | USE 17   | USE 19  | USW 16  | USW 16 |          |        |          |       | 33.º | 47   |
| 2017 | KTM     | MX2   | QAT 7    | QAT 11 | IND 21   | IND 18 | ARG 3    | ARG 3 | MEX 19  | MEX 20 | ITA 2    | ITA 1  | PBX 17   | PBX 23 | LET 4    | LET 5 | ALE 12  | ALE 10 | FRA 6    | FRA 5  | RUS 15  | RUS 4   | ITA 18   | ITA DNS | POR Ret  | POR DNS | RCH 3   | RCH 6 | BEL 2    | BEL 1   | SUI 4    | SUI 4   | SUE 1   | SUE 5  | USA 18   | USA DNS | PBX 2   | PBX 1  | FRA 14   | FRA 7  |          |       | 7.º  | 460  |
| 2018 | KTM     | MX2   | ARG 16   | ARG 7  | PBX 2    | PBX 2  | ESP 2    | ESP 3 | ITA 1   | ITA 2  | POR 1    | POR 1  | RUS 2    | RUS 2  | LET 10   | LET 1 | ALE 2   | ALE 1  | GBR 2    | GBR 2  | FRA 3   | FRA 1   | ITA 2    | ITA 1   | IND 4    | IND 3   | IND 2   | IND 1 | RCH 3    | RCH 1   | BEL 1    | BEL 1   | SUI 2   | SUI 1  | BUL 2    | BUL 1   | TUR 3   | TUR 7  | PBX 1    | PBX 1  | ITA 1    | ITA 1 | 1.º  | 873  |
| 2019 | KTM     | MX2   | ARG 1    | ARG 1  | GBR      | GBR    | PBX 1    | PBX 1 | TRE 1   | TRE 1  | LOM 1    | LOM 1  | POR 1    | POR 1  | FRA 2    | FRA 1 | RUS 1   | RUS 1  | LET 1    | LET 1  | ALE 1   | ALE 1   | IND 1    | IND 2   | ASI 1    | ASI 1   | RCH 1   | RCH 1 | BEL 1    | BEL 1   | ITA 1    | ITA 1   | SUE 1   | SUE 4  | TUR 1    | TUR 1   | CHI 1   | CHI 1  |          |        |          |       | 1.º  | 837  |
| 2020 | KTM     | MXGP  | GBR 9    | GBR 12 | PBX 4    | PBX 13 | LET 8    | LET 7 | RIG 29  | RIG 13 | KEG 3    | KEG 4  | ITA 4    | ITA 6  | FAE 2    | FAE 2 | EMI 1   | EMI 6  | LOM 2    | LOM 4  | MAN 1   | MAN 6   | EUR 3    | EUR 17  | ESP 1    | ESP 1   | FLA 3   | FLA 4 | LIM 2    | LIM 1   | LOM      | LOM     | TRE     | TRE    | PIE      | PIE     | GAR     | GAR    |          |        |          |       | 6.º  | 476  |
| 2021 | KTM     | MXGP  | RUS 9    | RUS 8  | GBR 2    | GBR 7  | ITA 2    | ITA 7 | NED 6   | NED 3  | RCH 1    | RCH 3  | BEL 6    | BEL 3  | KEG 4    | KEG 1 | TUR 2   | TUR 3  | AFY 21   | AFY 4  | SAR 2   | SAR 2   | ALE 1    | ALE DNS | FRA 16   | FRA 12  | ESP 2   | ESP 3 | TRE 8    | TRE 17  | PIE 5    | PIE Ret | GAR 7   | GAR 6  | LOM 5    | LOM 5   | CDM 4   | CDM 4  |          |        |          |       | 5.º  | 562  |
| 2022 | Gas Gas | MXGP  | GBR 4    | GBR 1  | LOM 1    | LOM 7  | ARG 4    | ARG 4 | POR 1   | POR 2  | TRE 3    | TRE 4  | LET 12   | LET 13 | ITA      | ITA   | SAR 3   | SAR 3  | ESP 3    | ESP 11 | FRA 2   | FRA 3   | ALE 7    | ALE 3   | IND 2    | IND 2   | RCH 5   | RCH 5 | FLA 9    | FLA 10  | SUE 5    | SUE 6   | FIN 9   | FIN 12 | CHA 4    | CHA 2   | TUR 7   | TUR 4  |          |        |          |       | 3.º  | 589  |
| 2023 | Gas Gas | MXGP  | ARG 1+10 | ARG 6  | SAR 1+10 | SAR 6  | SUI 1+10 | SUI 3 | TRE 1+1 | TRE 6  | POR 1+5  | POR 6  | ESP 2+10 | ESP 5  | FRA 4+10 | FRA 3 | LET 2+9 | LET 3  | ALE 1+10 | ALE 1  | SUM 1+7 | SUM 3   | LOM 1+10 | LOM 2   | RCH 3+10 | RCH 2   | FLA 3+6 | FLA 1 | FIN 3+10 | FIN 1   | SUE 1+10 | SUE 6   | NED 1+8 | NED 4  | TUR 13   | TUR 9   | ITA 1+9 | ITA 6  | GBR 4+10 | GBR 18 |          |       | 1.º  | 921  |
| 2024 | Gas Gas | MXGP  | ARG 1+7  | ARG 2  | ESP 1+10 | ESP 1  | SAR 1+10 | SAR 1 | TRE 3   | TRE 1  | POR 15+4 | POR 12 | GAL 1+10 | GAL 1  | FRA 2+7  | FRA 5 | ALE 1+9 | ALE 1  | LET 7+9  | LET 1  | ITA 2+5 | ITA Ret | WNT 2+9  | WNT 1   | LOM 4+7  | LOM 5   | RCH 2+9 | RCH 2 | FLA 2+10 | FLA 2   | SUE 1+9  | SUE 1   | NED 2+8 | NED 2  | SUI 3+10 | SUI 3   | TUR 3+9 | TUR 1  | CHN 2    | CHN 1  | CAS 1+10 | CAS 4 | 1.º  | 996  |